# Niederdielfener Viadukt
Der  Niederdielfener Viadukt ist eines der drei Ingenieur-Großbauwerke im nördlichen Abschnitt der Dillstrecke zwischen Siegen und Haiger auf dem Gebiet des heutigen Ortsteils Niederdielfen in der Gemeinde Wilnsdorf, zwischen den Bahnhöfen Niederdielfen (heute ohne Personenverkehr) und Siegen im Bereich von Streckenkilometer 111,0.

## Geschichte
Aufgrund der schwierigen Topografie und der begrenzten technischen Möglichkeiten war eine direkte Verbindung zwischen Siegen, Haiger und darüber hinaus Dillenburg zum Zeitpunkt des Baus der Deutz-Gießener Bahn vom heutigen Köln-Deutz nach Gießen in den 1850er Jahren noch nicht möglich. Erst 1915 wurde diese direkte Verbindung zwischen Siegen und Haiger fertiggestellt. Das war vor allem für den aus dem Ruhrgebiet nach Süden führenden Kohleverkehr vorteilhaft. Die Strecke verkürzte sich dadurch um ca. 30 km. Möglich wurde diese verkürzte Streckenführung durch drei große Ingenieurbauwerke: Den Niederdielfener Viadukt, den Rudersdorfer Viadukt und den Rudersdorfer Tunnel.

## Bauwerk
Der Niederdielfener Viadukt ist ein monumentales Bauwerk aus sieben hohen Rundbögen, das ungefähr in Ost-West-Richtung das Aubachtal mit den Landesstraßen L 723 und L 893 in Ortslage quert. Die das Erscheinungsbild prägende Außenverkleidung der Brücke besteht aus einem Mauerwerk aus Bossenquadern. Die über den Viadukt führende Dillstrecke ist zweigleisig und seit 1965 elektrifiziert.